# Marché commun de l'Afrique orientale et australe
Le Marché commun de l'Afrique orientale et australe (COMESA) est une communauté économique régionale en Afrique avec vingt et un États membres s'étendant de la Tunisie à Eswatini. Le COMESA est formé en décembre 1994, remplaçant une zone d'échange préférentiel qui existait depuis 1981. Neuf des États membres forment une zone de libre-échange en 2000 (Djibouti, Égypte, Kenya, Madagascar, Malawi, Maurice, Soudan, Zambie et Zimbabwe), le Rwanda et le Burundi rejoignant la ZLE en 2004, les Comores et la Libye en 2006, les Seychelles en 2009 et la Tunisie et la Somalie en 2018.
Le COMESA est l'un des piliers de la Communauté économique africaine.
En 2008, le COMESA a accepté une zone de libre-échange élargie incluant les membres de deux autres blocs commerciaux africains, la Communauté d'Afrique de l'Est (EAC) et la Communauté de développement d'Afrique australe (SADC). Le COMESA envisage également un régime commun de visas pour stimuler le tourisme.

## Adhésion

### Membres actuels

Carte des États membres du COMESA.

| Pays                             | Adhésion                                          |
| -------------------------------- | ------------------------------------------------- |
|                                  |                                                   |
| Pays de la Corne de l'Afrique    |                                                   |
| Djibouti                         | 21 décembre 1981                                  |
| Érythrée                         | 1994                                              |
| Éthiopie                         | 21 décembre 1981                                  |
| Somalie                          | 21 décembre 1981 (PTA) / 19 juillet 2018 (COMESA) |
| Pays d'Afrique du Nord           |                                                   |
| Égypte                           | 6 janvier 1999                                    |
| Libye                            | 3 juin 2005                                       |
| Soudan                           | 21 décembre 1981                                  |
| Tunisie                          | 18 juillet 2018                                   |
| Océan Indien                     |                                                   |
| Comores                          | 21 décembre 1981                                  |
| Madagascar                       | 21 décembre 1981                                  |
| Maurice                          | 21 décembre 1981                                  |
| Seychelles                       | 2001                                              |
| Grands Lacs africains            |                                                   |
| Burundi                          | 21 décembre 1981                                  |
| Kenya                            | 21 décembre 1981                                  |
| Malawi                           | 21 décembre 1981                                  |
| Rwanda                           | 21 décembre 1981                                  |
| Ouganda                          | 21 décembre 1981                                  |
| Afrique du sud                   |                                                   |
| Eswatini                         | 21 décembre 1981                                  |
| Zambie                           | 21 décembre 1981                                  |
| Zimbabwe                         | 21 décembre 1981                                  |
| Afrique centrale                 |                                                   |
| République démocratique du Congo | 21 décembre 1981                                  |

### Anciens membres
| Pays       | Départ           |
| ---------- | ---------------- |
| Lesotho    | 1997             |
| Mozambique | 1997             |
| Tanzanie   | 2 septembre 2000 |
| Namibie    | 2 mai 2004       |
| Angola     | 2007             |

## Organes
Selon les traités, les organes suivants ont un pouvoir décisionnel :
- L'Autorité du COMESA, composée de chefs d'État ou de gouvernement, est l'organe décisionnel suprême du COMESA. L'Autorité est dirigée par un Président élu pour une durée déterminée ; le président actuel à partir de novembre 2021 est le président égyptien Abdel Fattah al-Sissi[3]. L'Autorité est chargée de la direction de la politique générale et du contrôle de la performance globale des fonctions exécutives du COMESA. L'Autorité du COMESA se réunit une fois par an lors de sommets qui se tiennent dans différents États membres. Le gouvernement hôte et le Secrétariat du COMESA sont conjointement responsables de leur organisation. Pendant que le pays hôte assume la présidence de l'Autorité pour l'année, un Sommet extraordinaire peut être organisé à la demande de tout membre de l'Autorité ; pour autant qu'un tiers des membres de l'Autorité appuient une telle demande[4]. Les réunions de l'Autorité se tiennent à huis clos et les décisions sont généralement prises par consensus. Les animateurs de session doivent publier un communiqué, enregistrant toutes les décisions prises. Ces directives et décisions prises par l'Autorité s'imposent à tous les États membres et aux autres organes auxquels elles s'adressent.
- Le Conseil des ministres du COMESA
- Les décisions de la Cour de justice du COMESA ont préséance sur toutes les décisions des tribunaux nationaux. La Cour de justice peut recevoir des affaires non seulement des États membres, mais aussi des personnes physiques et morales, contre le conseil pour déterminer la légalité de tout acte par rapport à la directive, au règlement ou à la décision prise[n 5]. Les personnes sont également autorisées en vertu du Traité à poursuivre un État membre devant la Cour du COMESA ; la légalité au regard du Traité de tout acte, règlement directif ou décision de cet État membre.

Dans le cas où le tribunal d'un État membre examine l'application ou l'interprétation du Traité, il peut demander l'avis des tribunaux sur la question. Si le tribunal national est un tribunal contre lequel il n'y a pas d'appel ou de recours, le tribunal est tenu de renvoyer la question au tribunal du COMESA. Les recours nationaux doivent être épuisés avant qu'une personne puisse porter une affaire devant la CJ du COMESA. Le tribunal du COMESA est compétent pour connaître des poursuites intentées par des employés du COMESA et des tiers contre le COMESA ou ses institutions. Il peut également agir en tant que tribunal arbitraire sur toute question découlant d'un contrat auquel le COMESA ou l'une de ses institutions est partie. En outre, la Cour peut statuer sur tout différend entre les États membres qui acceptent de porter le différend devant elle. Contrairement au Statut de la Cour internationale, le traité n'énonce pas les sources du droit à appliquer par la Cour. Le Traité et tout instrument juridique publié par le COMESA feront la loi initiale à appliquer, mais le droit interne et le droit international peuvent également être déterminés applicables par la Cour.
Bien que la compétence de la Cour du COMESA offre de multiples voies pour la création d'une interprétation standard du Traité, il n'y a aucune disposition spécifique d'une voie pour le règlement des différends entre les institutions du Marché commun. La Cour n'a pas le pouvoir d'interpréter les statuts des autres institutions du COMESA. Enfin, le traité ne précise pas que la Cour sera compétente pour connaître des questions relatives aux droits de l'homme dans le cadre de la Communauté
En raison de la diversité des compétences de la Cour, la huitième réunion des ministres de la justice et des procureurs généraux a recommandé au Conseil des ministres et à l'Autorité que le traité soit modifié pour prévoir deux divisions au sein de la Cour, le tribunal de première instance et la chambre d'appel. Division. La proposition est adoptée et la Cour est élargie en juin 2005 avec la nomination de sept juges au Tribunal de première instance et de cinq juges à la Division d'appel. Les travaux de la Cour ont alors été suspendus jusqu'à la nomination des juges de la Division d'appel et l'élaboration et l'adoption du Règlement de la Cour d'appel. Au cours de cette réforme de la Cour, la Cour auparavant totalement indépendante est soumise à l'examen de tout projet de règlement de la Cour par les ministres de la Justice et les procureurs généraux. La Cour est créée en vertu du traité de 1994, le premier groupe de juges n'est nommé qu'en 1998.
Contrairement aux autres tribunaux régionaux africains, la Cour du COMESA continue de recevoir des affaires. Cependant, faute de fonds, la Cour n'est pas en mesure d'entendre toutes ses affaires à certains moments. Le financement n'est effectué que pour une session de la Cour par an, ce qui a grandement contribué à l'accumulation d'affaires. L'arriéré d'affaires augmentera très certainement avec la croissance actuelle des différends commerciaux dans la région.
- Le Comité des gouverneurs des banques centrales

Les organes politiques inférieurs suivants font des recommandations à ce qui précède :
- Le Comité intergouvernemental ;
- Les douze comités techniques ;
- Le Comité consultatif de la communauté des affaires et d'autres groupes d'intérêt ;
- Le Secrétariat du COMESA.

Les autres institutions du COMESA créées pour promouvoir le développement sont :
- La PTA Bank (Eastern and Southern African Trade and Development Bank) à Bujumbura, Burundi ;
- Le Centre d'échange du COMESA à Harare, Zimbabwe ;
- L'Association des banques commerciales du COMESA à Harare, Zimbabwe ;
- L'Institut du cuir du COMESA à Addis-Abeba, Éthiopie ;
- La Compagnie de réassurance du COMESA (ZEP-RE) à Nairobi, Kenya ;
- L'Agence régionale d'investissement au Caire, en Égypte ;
- Projet COMTEL, visant à créer une infrastructure régionale de télécommunications.